# D'Iberville (Mississippi)
D'Iberville é uma cidade localizada no estado americano de Mississippi, no Condado de Harrison.

## Demografia
Segundo o censo americano de 2000, a sua população era de 7608 habitantes.
Em 2006, foi estimada uma população de 7064, um decréscimo de 544 (-7.2%).

## Geografia
De acordo com o United States Census Bureau tem uma área de
12,3 km², dos quais 12,3 km² cobertos por terra e 0,0 km² cobertos por água.

## Localidades na vizinhança
O diagrama seguinte representa as localidades num raio de 12 km ao redor de D'Iberville.